# Omar Martínez
Omar José Martínez (Rosario del Tala, Provincia de Entre Ríos; 1 de enero de 1966), conocido por su apodo como Gurí Martínez o simplemente Gurí, es un piloto de automovilismo argentino. Reconocido a nivel nacional, compitió en las categorías Fórmula Renault Argentina, Turismo Carretera, TC 2000, Top Race y TC Pick Up, en las cuales se proclamó campeón totalizando nueve títulos entre las cinco categorías. A su par, en 2002 creó el Martínez Competición.
Disputó el TC 2000 con las marcas Ford, Renault, Honda, Toyota y Fiat. Fue campeón en la temporada 1998 y subcampeón en 1999 y 2002, acumulando un total de 23 victorias.
En el Top Race compitió con diferentes modelos desde su creación en 1997, donde obtuvo dos campeonatos, ese mismo año y en 2000, con un Honda Prelude. Desde la evolución a TRV6, el piloto se identificó con el número 2, cifra que eligiese en homenaje a los subcampeonatos que obtuviese en todas las categorías que compitió
Se lo conoce popularmente con el apodo de Gurí, que es el apelativo con el que se llama a los niños en la región Litoral de su país. También es conocido como Chino por la pequeñez de sus ojos, mientras que sus simpatizantes lo apodan El Supremo Entrerriano, en alusión al título con el cual se designaba anteriormente a los gobernadores de la antigua República de Entre Ríos. Con este apodo, sus seguidores buscan homenajear su trayectoria y su vigencia dentro del deporte motor. Martínez utiliza tradicionalmente los colores amarillo y negro en su automóvil y vestimenta.

## Biografía

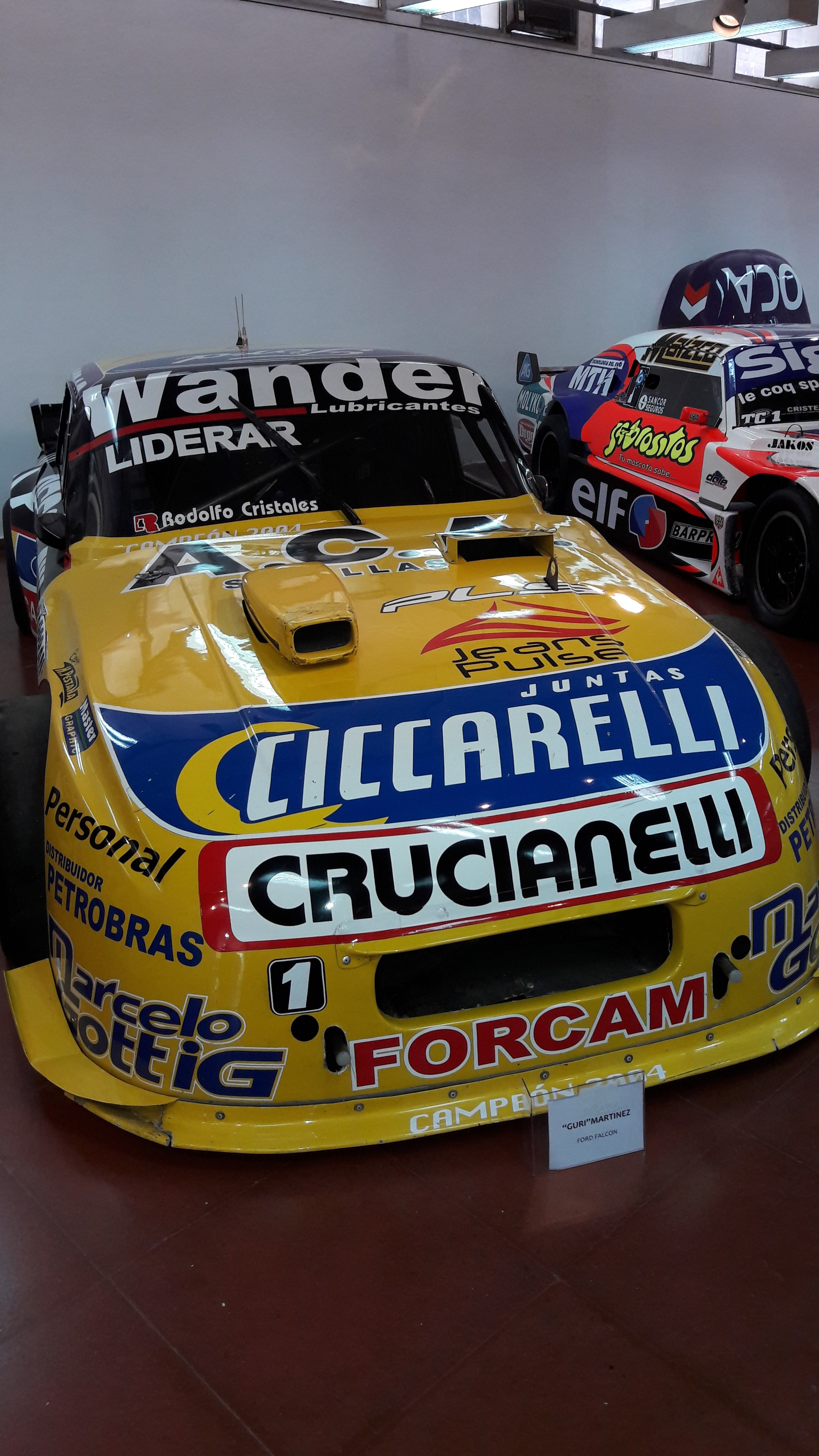
Falcon del Gurí con el número 1.

Nacido en la provincia de Entre Ríos, la carrera de Omar Martínez se iniciaría justamente en su tierra, compitiendo en la Fórmula Entrerriana en el año 1983 categoría en la cual participó hasta el año 1985 cuando decidió proyectarse a nivel nacional, luego de haber obtenido un subcampeonato ese año. De esta manera, el piloto entrerriano ascendería a la Fórmula Renault Argentina, categoría de la que emergieran grandes figuras del automovilismo nacional. Su actividad en esta categoría, se vio premiada en los años 1990 y 1991, cuando obtuvo el bicampeonato de la misma. Estos lauros le permitieron poder seguir avanzando, yendo a competir en el año 1992 a la Fórmula 3 Sudamericana, su primer y única experiencia a nivel internacional. En la F-3, Martínez competiría hasta el año 1994, obteniendo ese mismo año el primero de una larga lista de subcampeonatos. Asimismo, este año también tendría su gran debut en la categoría que lo catapultara a la fama: El Turismo Carretera. Su debut se dio a bordo de un Ford Falcon identificado con el número 121.

En 1995, se produciría su debut en el TC 2000 y continuaría compitiendo en el Turismo Carretera. En ambas categorías, Martínez comenzaría a iniciar no solo su camino a nivel nacional, sino también su perfil como defensor de la marca Ford. En la categoría mayor, arrancó compitiendo a bordo de un Ford Falcon, mientras que en el TC 2000, competiría con uno de los Ford Escort XR3 del equipo de Tulio Crespi, teniendo como compañero de equipo nada más ni nada menos que a Guillermo Ortelli, piloto con el cual mantendría una gran rivalidad a futuro en el Turismo Carretera.

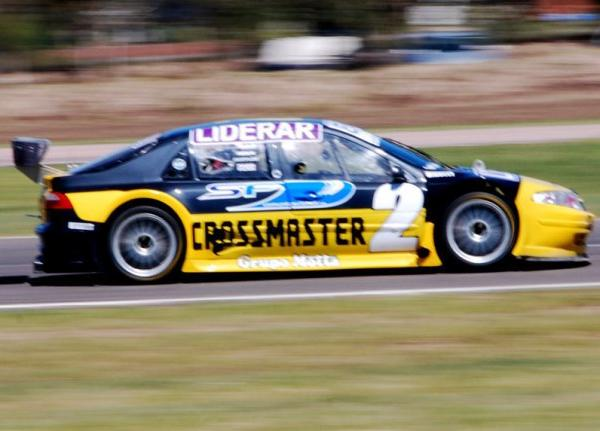
Renault Laguna del TRV6.

Su afiliación a la Asociación Corredores de Turismo Carretera le permitió ser partícipe de una nueva categoría creada por dicha entidad en el año 1997 y que fuera conocida como Top Race. Justamente ese año, Martínez tendría el honor de ser el primer campeón del TR, compitiendo a bordo de un Honda Prelude. Precisamente, Martínez sería seleccionado ese año en el TC 2000 por la marca Honda, para conformar su primer equipo dentro de la categoría. Con esta marca, Martínez volvería a coronarse en el año 1998, pero como campeón del TC 2000, pilotando en esta oportunidad una cupé Honda Civic.
El año 1999, sería el año de despegue del piloto entrerriano dentro del automovilismo nacional, ya que al hecho de defender el título del TC 2000, se le sumó el desafío mayor de obtener la corona del Turismo Carretera. El sueño de la doble corona quedaría trunco, ya que ese año obtendría un subcampeonato en cada categoría, aumentando de esta forma su racha de segundos lugares. En primer lugar, Martínez compitió en TC 2000 para defender su título. Sin embargo, sobre el final del torneo decidió resignar sus chances favoreciendo a su compañero de equipo Juan Manuel Silva. Mientras que en segundo lugar, obtendría el primero de cuatro subcampeonatos consecutivos del Turismo Carretera, siendo derrotado por Juan María Traverso.
A partir del año 2000 al 2002, Martínez comenzaría una cosecha de subcampeonatos que lo colocaban entre los pilotos con más finales de campeonato disputadas en el TC. En todos estos años y por diferentes circunstancias, Martínez perdería el título a manos de Guillermo Ortelli, generando al mismo tiempo una nueva rivalidad en el automovilismo argentino, que no se veía desde la época de Juan Manuel Fangio y Oscar Alfredo Gálvez, o más recientemente, entre Roberto Mouras y Oscar Castellano. Al mismo tiempo, Martínez sumaría una alegría más a su palmarés al ganar un nuevo título de Top Race en el año 2000 y obtendría un nuevo subcampeonato en el 2002, al terminar segundo en el TC 2000, compitiendo para la escudería oficial Toyota y por detrás de su compañero de equipo y eventual campeón Norberto Fontana.

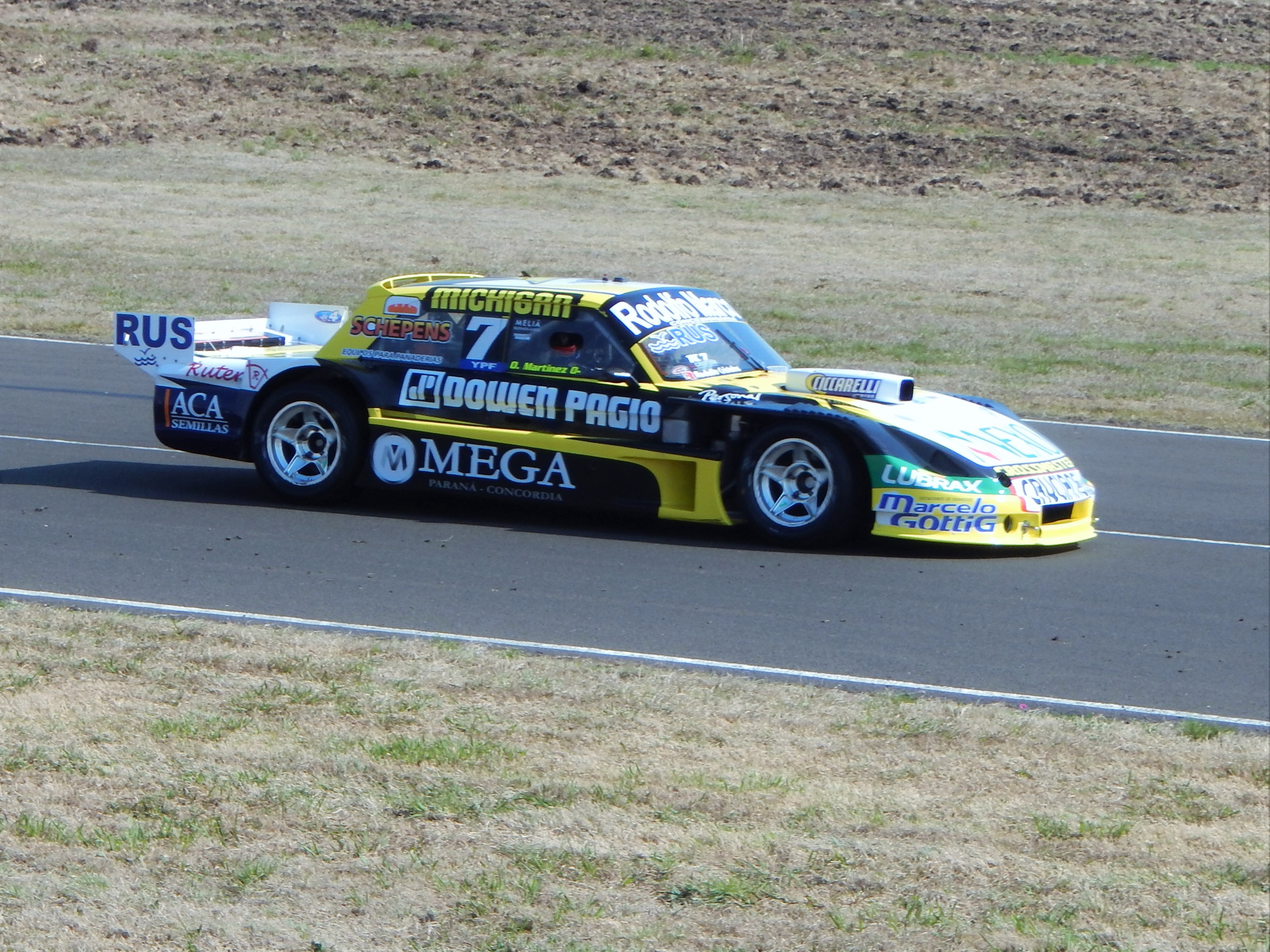
Martínez en su 1ra victoria de la Temporada 2015 del TC (en la cual se consagraría campeón), de local en el Autódromo de Paraná.

Al mismo tiempo en 2002 y con las consecuencias que dejara el estallido social ocurrido en Argentina el año anterior, Martínez decide redoblar sus esfuerzos creando su propio equipo de competición para el Turismo Carretera, con el cual se presentara a correr, obteniendo el subcampeonato en su primer año. Al día de hoy, el Martínez Competición es considerado como una de las escuderías más importantes del país.
Finalmente, en el año 2004, Omar Martínez obtendría por primera vez el lauro más importante de su carrera, al consagrarse campeón argentino de Turismo Carretera, luego de cinco años de haberlo intentado. De esta manera, obtendría su revancha derrotando entre otros a Guillermo Ortelli, quien finalmente terminaría en cuarta ubicación.
En el año 2005, y como continuación de su actividad dentro del Top Race, es convocado para participar de la novel categoría Top Race V6, de la cual tomaría parte con un Ford Mondeo II, siempre bajo la atención de su propia estructura. En esta categoría, el "Gurí" reverdecería sus lauros obtenidos en 1997 y 2000, al ganar el campeonato del año 2006. Debido a que en el año 2008, la categoría implementó un sistema de numeración fija, Martínez decidió identificar su unidad con el número 2, indicando que lo hacía por haber obtenido el subcampeonato en reiteradas ocasiones y en diferentes categorías.
En los años posteriores, Martínez apostaría todo al Turismo Carretera y el Top Race V6, aunque en el año 2009 recibiría una convocatoria por parte de Fiat para competir en su equipo oficial del TC 2000. En este torneo, Martínez conseguiría ganar en una carrera especial corrida en el circuito de Termas de Río Hondo, donde llevaría como piloto invitado a Mariano Altuna, compartiendo la conducción del Fiat Linea, siendo esta carrera, la primera fecha de un torneo de carreras Endurance. 
En el año 2010, Martínez recibió una convocatoria por parte de Plan Rombo para competir en el TRV6 con un Renault Laguna II, sin embargo, la baja producción de dicha unidad lo obligaría a volver a su viejo Ford Mondeo II, obteniendo una victoria en su regreso a su marca más defendida. Ese mismo año recibe el Premio Konex - Diploma al Mérito como unos de los mejores automovilistas de la década en Argentina.
Del año 2011 al 2014 solo disputó el Turismo Carretera, siempre sobre un Ford Falcon
En la temporada del año 2015 del Turismo Carretera, Omar Martínez se consagró campeón a los casi 50 años de vida, obteniendo 4 victorias (la primera en la octava fecha de local en Paraná, y la segunda en Rafaela, la tercera en La Pampa II y la cuarta en la última fecha del campeonato, en el autódromo Roberto Mouras de La Plata. Sin embargo este campeonato se vio opacado por su descalificación en la cuarta competencia de 2016 por correr con un motor fuera de reglamento y la sospecha de haberlo usado en el año de la obtención del título de 2015.
Se retiró del Turismo Carretera el 22 de septiembre de 2019, frente a su público entrerriano, disputando su última carrera del TC en el circuito del Club de Volantes Entrerrianos en la ciudad de Paraná. La carrera tuvo el 1-2 de sendos Ford Falcon de su equipo Martínez Competición comandados por el uruguayo Mauricio Lambiris y Juan Bautista De Benedictis.
No obstante, en el año 2024 y con  motivo del recambio de autos de nueva generación en el Turismo Carretera,  volvió  a correr en la fecha de Buenos Aires y Paraná, lugar donde volvió a retirarse conduciendo un Ford Mustang de su propio equipo.

## Resumen de carrera
| Temporada | Categoría                                      | Equipo                                    | Carreras | Victorias | Poles | VR  | Podios | Puntos | Pos. |
| --------- | ---------------------------------------------- | ----------------------------------------- | -------- | --------- | ----- | --- | ------ | ------ | ---- |
| 1983      | Fórmula Entrerriana                            | s/d                                       | s/d      | s/d       | s/d   | s/d | s/d    | s/d    | s/d  |
| 1984      | Fórmula Entrerriana                            | s/d                                       | s/d      | s/d       | s/d   | s/d | s/d    | s/d    | s/d  |
| 1985      | Fórmula Entrerriana                            | s/d                                       | s/d      | s/d       | s/d   | s/d | s/d    | s/d    | s/d  |
| 1986      | Fórmula Renault Argentina                      | s/d                                       | 6        | 0         | 0     | 0   | 0      | 1      | 29.º |
| 1987      | Fórmula Renault Argentina                      | s/d                                       | s/d      | s/d       | s/d   | s/d | s/d    | s/d    | s/d  |
| 1988      | Fórmula Renault Argentina                      | s/d                                       | 12       | 1         | 3     | 2   | 5      | 80     | 4.º  |
| 1988      | Fórmula 3 Sudamericana                         | s/d                                       | 3        | 0         | 0     | 0   | 0      | -      | NC   |
| 1989      | Fórmula Renault Argentina                      | Ramini                                    | 12       | 5         | 2     | 2   | 5      | 103    | 2.º  |
| 1990      | Fórmula Renault Argentina                      | Ramini                                    | 12       | 4         | 5     | 2   | 8      | 147    | 1.º  |
| 1991      | Fórmula Renault Argentina                      | Ramini                                    | 13       | 6         | 5     | 3   | 7      | 160    | 1.º  |
| 1991      | Turismo Competición 2000                       | Akel Competición                          | 6        | 0         | 0     | 1   | 0      | 2      | 29.º |
| 1992      | Fórmula Renault Argentina                      | s/d                                       | 1        | 0         | 0     | 1   | 1      | 15     | 15.º |
| 1992      | Fórmula 3 Sudamericana                         | Ramini Competición                        | s/d      | 0         | s/d   | s/d | 0      | -      | NC   |
| 1993      | Fórmula 3 Sudamericana                         | GF Motorsport                             | 12       | 0         | 0     | 0   | 3      | 21     | 4.º  |
| 1994      | Turismo Carretera                              | Club Olavarriense de Competición          | 1        | 0         | 0     | 0   | 0      | 11     | 54.º |
| 1994      | Turismo Competición 2000                       | Bini Competición                          | 10       | 1         | 1     | 2   | 1      | 62     | 7.º  |
| 1994      | Fórmula 3 Sudamericana                         | Pro Racing                                | 11       | 4         | 5     | 5   | 7      | 56     | 2.º  |
| 1995      | Turismo Carretera                              | Trepat Competición                        | 16       | 1         | 1     | 1   | 4      | 191    | 3.º  |
| 1995      | Turismo Competición 2000                       | Eg3 Crespi Castellano                     | 14       | 1         | 0     | 0   | 1      | 68     | 8.º  |
| 1995      | Fórmula 3 Sudamericana                         | Pro Racing                                | s/d      | 0         | s/d   | s/d | 0      | 1      | 15.º |
| 1996      | Turismo Carretera                              | Peña OlaFord                              | 14       | 2         | 2     | 3   | 3      | 176    | 5.º  |
| 1996      | Turismo Competición 2000                       | Belloso Competición                       | 12       | 2         | 0     | 2   | 5      | 125    | 3.º  |
| 1997      | Turismo Carretera                              | s/d                                       | 16       | 2         | 0     | 1   | 5      | 176,5  | 6.º  |
| 1997      | Top Race                                       | Lepiane Motorsport                        | 15       | 4         | 2     | 3   | 9      | 174    | 1.º  |
| 1997      | Turismo Competición 2000                       | Honda Team                                | 25       | 1         | 1     | 1   | 6      | 137    | 8.º  |
| 1998      | Turismo Carretera                              | s/d                                       | 15       | 2         | 1     | 0   | 3      | 143,5  | 6.º  |
| 1998      | Top Race                                       | Martínez Competición                      | 18       | 3         | 2     | 1   | 5      | 146    | 2.º  |
| 1998      | Turismo Competición 2000                       | Honda Team Pro Racing                     | 28       | 8         | 6     | 6   | 17     | 334    | 1.º  |
| 1999      | Turismo Carretera                              | Canapino Competición                      | 16       | 2         | 3     | 1   | 5      | 200,5  | 2.º  |
| 1999      | Top Race                                       | Martínez Competición                      | 24       | 3         | 4     | 4   | 9      | 200    | 3.º  |
| 1999      | Turismo Competición 2000                       | Honda Team Pro Racing                     | 28       | 5         | 6     | 5   | 10     | 248    | 2.º  |
| 2000      | Turismo Carretera                              | s/d                                       | 16       | 3         | 4     | 1   | 6      | 212,5  | 2.º  |
| 2000      | Top Race                                       | Martínez Competición                      | 24       | 3         | 3     | 6   | 13     | 259    | 1.º  |
| 2000      | Turismo Competición 2000                       | Honda Team Pro Racing                     | 14       | 1         | 1     | 0   | 3      | 76     | 6.º  |
| 2001      | Turismo Carretera                              | Canapino Sport                            | 16       | 2         | 1     | 2   | 5      | 200,5  | 2.º  |
| 2001      | Top Race                                       | Pro Racing                                | 8        | 1         | 1     | 1   | 2      | 40     | 18.º |
| 2001      | Turismo Competición 2000                       | Team Pro Racing                           | 9        | 1         | 1     | 1   | 2      | 41     | 13.º |
| 2002      | Turismo Carretera                              | s/d                                       | 15       | 1         | 2     | 1   | 4      | 195    | 2.º  |
| 2002      | Turismo Competición 2000                       | Pro Racing Research Toyota Team Argentina | 14       | 1         | 0     | 1   | 5      | 105    | 2.º  |
| 2003      | Turismo Carretera                              | s/d                                       | 16       | 3         | 2     | 4   | 4      | 172    | 4.º  |
| 2003      | Top Race                                       | Miglia Competición                        | s/d      | 0         | s/d   | s/d | s/d    | 16     | 38.º |
| 2003      | Turismo Competición 2000                       | Toyota Team Argentina                     | 14       | 1         | 1     | 0   | 1      | 48     | 12.º |
| 2004      | Turismo Carretera                              | s/d                                       | 16       | 2         | 4     | 1   | 6      | 199,5  | 1.º  |
| 2004      | Top Race                                       | Martínez Competición                      | 24       | 2         | 1     | 5   | 3      | 108    | 11.º |
| 2005      | Turismo Carretera                              | Martínez Competición                      | 16       | 2         | 1     | 1   | 5      | 159,5  | 6.º  |
| 2005      | Top Race V6                                    | Martínez Competición                      | 11       | 1         | 1     | 1   | s/d    | 117    | 3.º  |
| 2005      | Turismo Competición 2000                       | Renault Team                              | 1        | 0         | 0     | 0   | 0      | -      | -    |
| 2006      | Turismo Carretera                              | Martínez Competición                      | 16       | 1         | 1     | 0   | 3      | 164    | 4.º  |
| 2006      | Top Race V6                                    | MAP Racing Team                           | 12       | 4         | 5     | 0   | s/d    | 258    | 1.º  |
| 2007      | Turismo Carretera                              | Martínez Competición                      | 16       | 0         | 3     | 0   | 1      | 169    | 4.º  |
| 2007      | Top Race V6                                    | Martínez Competición                      | 12       | 0         | 2     | 2   | 1      | 188    | 6.º  |
| 2008      | Turismo Carretera                              | Martínez Competición                      | 14       | 1         | 2     | 1   | 2      | 138,5  | 10.º |
| 2008      | Top Race V6                                    | Martínez Competición                      | 12       | 0         | 1     | 1   | 4      | 164    | 6.º  |
| 2008      | Turismo Competición 2000                       | Ford YPF                                  | 1        | 0         | 0     | 0   | 0      | -      | -    |
| 2009      | Turismo Carretera                              | Martínez Competición                      | 16       | 1         | 0     | 0   | 1      | 127,5  | 14.º |
| 2009      | Top Race V6                                    | Martínez Competición                      | 14       | 2         | 3     | 3   | 7      | 41     | 4.º  |
| 2009      | Turismo Competición 2000                       | Fiat Pro Racing                           | 8        | 1         | 0     | 0   | 1      | 34     | 11.º |
| 2009      | Turismo Competición 2000 Copa Endurance Series | Fiat Pro Racing                           | 3        | 1         | 0     | 0   | 1      | 32     | 2.º  |
| 2010      | Turismo Carretera                              | Martínez Competición                      | 14       | 1         | 1     | 0   | 1      | 138,25 | 13.º |
| 2010      | Top Race V6                                    | Equipo Plan Rombo MDP Racing Team         | 6        | 0         | 0     | 0   | 1      | 86     | 5.º  |
| 2010      | Top Race V6                                    | MDP Racing Team RV Racing Sports          | 6        | 0         | 0     | s/d | 0      | 1      | 6.º  |
| 2011      | Turismo Carretera                              | Martínez Competición                      | 15       | 1         | 0     | 0   | 2      | 159,75 | 7.º  |
| 2011      | Top Race V6                                    | Schick Racing                             | 13       | 0         | 0     | 4   | 4      | 63     | 4.º  |
| 2011      | Turismo Competición 2000                       | Equipo Petrobras                          | 1        | 0         | 0     | 0   | 1      | -      | -    |
| 2012      | Turismo Carretera                              | Gurí Martínez Competición                 | 15       | 0         | 0     | 1   | 1      | 95,75  | 22.º |
| 2012      | Top Race V6                                    | Schick Racing GT Racing                   | 9        | 0         | 0     | 0   | 0      | -      | NC   |
| 2012      | TC Mouras Torneo de pilotos invitados          | Alifraco Sport Martínez Competición       | 2        | 1         | 0     | 0   | 1      | 12,5   | 4.º  |
| 2013      | Turismo Carretera                              | Martínez Competición                      | 16       | 1         | 0     | 0   | 1      | 408,5  | 6.º  |
| 2013      | TC Mouras Torneo de pilotos invitados          | Alifraco Sport                            | 1        | 0         | 0     | 0   | 0      | 6      | 49.º |
| 2014      | Turismo Carretera                              | Martínez Competición                      | 16       | 0         | 0     | 0   | 2      | 366,75 | 7.º  |
| 2014      | TC Mouras Torneo de pilotos invitados          | Martínez Competición                      | 3        | 0         | 0     | 0   | 0      | 42     | 8.º  |
| 2015      | Turismo Carretera                              | Martínez Competición                      | 16       | 4         | 1     | 2   | 8      | 772,5  | 1.º  |
| 2015      | TC Mouras Torneo de pilotos invitados          | Martínez Competición                      | 3        | 0         | s/d   | s/d | 1      | 25     | 15.º |
| 2016      | Turismo Carretera                              | Martínez Competición                      | 12       | 1         | 1     | 0   | 1      | 333,75 | 27.º |
| 2016      | TC Mouras Torneo de pilotos invitados          | Martínez Competición                      | 3        | 1         | s/d   | s/d | 2      | 49     | 1.º  |
| 2016      | Turismo Nacional Clase 3                       | GC Competición                            | 11       | 0         | 0     | 0   | 0      | 56     | 30.º |
| 2017      | Turismo Carretera                              | Martínez Competición                      | 15       | 0         | 0     | 0   | 0      | 281,5  | 21.º |
| 2017      | TC Mouras Torneo de pilotos invitados          | Martínez Competición                      | 4        | 1         | s/d   | s/d | 1      | 68,5   | 4.º  |
| 2018      | Turismo Carretera                              | Martínez Competición                      | 1        | 0         | 0     | 0   | 0      | -      | -    |
| 2018      | TC Pick Up                                     | Coiro Dole Racing                         | 5        | 0         | 0     | 0   | 3      | 50     | 2.º  |
| 2019      | Turismo Carretera                              | Martínez Competición                      | 1        | 0         | 0     | 0   | 0      | -      | NC   |
| 2019      | TC Pick Up                                     | Martínez Competición                      | 8        | 0         | 0     | 0   | 2      | 126    | 4.º  |
| 2020      | TC Pick Up                                     | Martínez Competición                      | 7        | 0         | 0     | 0   | 2      | 198    | 6.º  |
| 2021      | TC Pick Up                                     | Gurí Martínez Competición                 | 11       | 1         | 1     | 0   | 2      | 271    | 5.º  |
| 2022      | TC Pick Up                                     | Gurí Martínez Competición                 | 11       | 1         | 3     | 1   | 2      | 478    | 1.º  |
| 2023      | TC Pick Up                                     | Gurí Martínez Competición                 | 12       | 1         | 0     | 0   | 1      | 352    | 5.º  |
| Fuente:   |                                                |                                           |          |           |       |     |        |        |      |

## Palmarés
| Título  | Categoría                 | Marca          | Año  |
| ------- | ------------------------- | -------------- | ---- |
| Campeón | Fórmula Renault Argentina | Crespi-Renault | 1990 |
| Campeón | Fórmula Renault Argentina | Crespi-Renault | 1991 |
| Campeón | Top Race                  | Honda Prelude  | 1997 |
| Campeón | TC 2000                   | Honda Civic VI | 1998 |
| Campeón | Top Race                  | Honda Prelude  | 2000 |
| Campeón | Turismo Carretera         | Ford Falcon    | 2004 |
| Campeón | Top Race V6               | Ford Mondeo II | 2006 |
| Campeón | Turismo Carretera         | Ford Falcon    | 2015 |
| Campeón | TC Pick Up                | Ford Ranger    | 2022 |

## Resultados

### Turismo Competición 2000
| Año  | Equipo                | Auto                | 1     | 2     | 3      | 4     | 5     | 6    | 7       | 8     | 9      | 10     | 11     | 12    | 13    | 14     | 15     | 16     | 17    | 18    | 19     | 20      | 21     | 22     | 23    | 24    | 25    | 26    | 27     | 28     | Res. | Puntos |
| ---- | --------------------- | ------------------- | ----- | ----- | ------ | ----- | ----- | ---- | ------- | ----- | ------ | ------ | ------ | ----- | ----- | ------ | ------ | ------ | ----- | ----- | ------ | ------- | ------ | ------ | ----- | ----- | ----- | ----- | ------ | ------ | ---- | ------ |
| 1997 |                       |                     | RAF I | RAF I | RC I   | RC I  | POS   | POS  | SJU I   | SJU I | PAR    | PAR    | GR     | GR    | BB I  | BB I   | SJU II | SJU II | RC II | RC II | NDJ    | NDJ     | MZA    | MZA    | BB II | BB II | TRE   | TRE   | RAF II | RAF II | 8°   | 137    |
| 1997 | Honda Team            | Honda Civic VI      | 8     | Ret   | NL     | 10    | 6     | 8    | Ret     | Ret   | Ret    | 12     | 5      | Ret   | 6     | Ret    | 3      | 3      | 2     | 1     | Ret    | 16 (14) | 5      | 2      | 6     | 6     | 3     | 7     |        |        | 8°   | 137    |
| 1998 |                       |                     | AG I  | AG I  | MDP I  | MDP I | RC I  | RC I | SJU I   | SJU I | OLA    | OLA    | GR     | GR    | PAR I | PAR I  | BA     | BA     | BB    | BB    | SJU II | SJU II  | MDP II | MDP II | RC II | RC II | AG II | AG II | PAR II | PAR II | 1°   | 334    |
| 1998 | Honda Team Pro Racing | Honda Civic VI      | 2     | 1     | 10 (8) | 3     | 1     | 4    | 18 (12) | 6     | 1      | 1      | 2      | Ret   | 2     | 6      | 1      | Ret    | 6     | 7     | 3      | 7       | 1      | 2      | 1     | 2     | 1     | 2     | 6      | 2      | 1°   | 334    |
| 1999 |                       |                     | AG I  | AG I  | MDP    | MDP   | POS   | POS  | OLA     | OLA   | RC     | RC     | BA I   | BA I  | BB    | BB     | TRE    | TRE    | AG II | AG II | GR     | GR      | RAF    | RAF    | PAR   | PAR   | SJO   | SJO   | BA II  | BA II  | 2°   | 248    |
| 1999 | Honda Team Pro Racing | Honda Civic VI      | 1     | Ret   | 2      | 19†   | 2     | 2    | 7       | Ret   | 2      | Ret    | 4      | 3     | 4     | 4      | 1      | Ret    | Ret   | 6     | 8      | 6       | 20†    | 4      | 1     | 1     | 7     | 8     | 1      | 4      | 2°   | 248    |
| 2000 |                       |                     | RC I  | TRE   | AG     | SJU I | PAR I | OBE  | BB      | RAF   | BA I   | SJO    | SJU II | RC II | BA II | PAR II |        |        |       |       |        |         |        |        |       |       |       |       |        |        | 6°   | 76     |
| 2000 | Honda Team Pro Racing | Honda Civic VI      | 2     | 6     | 1      | 7     | 9     | 15   | 18      | 7     | 5      | 7      | 13     | Ret   | Ret   | 3      |        |        |       |       |        |         |        |        |       |       |       |       |        |        | 6°   | 76     |
| 2001 |                       |                     | RAF   | RC    | BB     | SJU I | PAR   | BA I | OBE     | AG I  | SJO    | SJU II | MDA    | RES   | AG II | BA II  |        |        |       |       |        |         |        |        |       |       |       |       |        |        | 13°  | 41     |
| 2001 | Team Pro Racing       | Honda Civic VI      |       |       |        |       | 1     | 3    | 5       | Ret   | Ret    | 12     | Ret    | 14    |       | 20†    |        |        |       |       |        |         |        |        |       |       |       |       |        |        | 13°  | 41     |
| 2002 |                       |                     | GR    | RC    | SJU I  | BB    | RES   | OBE  | AG      | SAL   | SJU II | PAR    | BA     | SRA   | PIG   | MDP    |        |        |       |       |        |         |        |        |       |       |       |       |        |        | 2°   | 105    |
| 2002 | Pro Racing Research   | Honda Civic VI      | 2     | 8     |        |       |       |      |         |       |        |        |        |       |       |        |        |        |       |       |        |         |        |        |       |       |       |       |        |        | 2°   | 105    |
| 2002 | Toyota Team Argentina | Toyota Corolla VIII |       |       | 7      | 14    | 3     | 2    | 12      | 2     | 6      | 1      | 5      | 6     | 14†   | 10     |        |        |       |       |        |         |        |        |       |       |       |       |        |        | 2°   | 105    |
| 2003 |                       |                     | SL I  | GR    | TRE    | SJU   | BB    | OBE  | RC      | SAL   | RES    | SR     | BA     | SL II | AG    | MDP    |        |        |       |       |        |         |        |        |       |       |       |       |        |        | 12°  | 48     |
| 2003 | Toyota Team Argentina | Toyota Corolla VIII | Ret   | 5     | 5      | 9     | 16    | Ret  | 11      | 19†   | 17†    | 11     | Ex.    | 1     | 4     | 15     |        |        |       |       |        |         |        |        |       |       |       |       |        |        | 12°  | 48     |
| 2005 |                       |                     | BA I  | PAR   | VIE    | SJU   | OLA   | AG   | CUR     | OBE   | RAF    | SRA    | CON    | BA II | SL    | GR     |        |        |       |       |        |         |        |        |       |       |       |       |        |        | -    | -      |
| 2005 | Renault Team          | Renault Mégane I    |       |       |        |       |       |      |         |       |        |        |        | 13    |       |        |        |        |       |       |        |         |        |        |       |       |       |       |        |        | -    | -      |
| 2008 |                       |                     | PAR   | SAL   | GR     | SFE   | SJU   | RES  | AG      | BA    | OBE    | TRH    | VIE    | SMM   | PDF   | PDE    |        |        |       |       |        |         |        |        |       |       |       |       |        |        | -    | -      |
| 2008 | Ford YPF              | Ford Focus I        |       |       |        |       |       |      |         | Ret   |        |        |        |       |       |        |        |        |       |       |        |         |        |        |       |       |       |       |        |        | -    | -      |
| 2009 |                       |                     | AG    | GR    | OBE    | SMM   | TRH   | RES  | BA      | CEN   | SFE    | SFE    | SJU    | SJU   | PDF   |        |        |        |       |       |        |         |        |        |       |       |       |       |        |        | 11°  | 34     |
| 2009 | Fiat Pro Racing       | Fiat Linea          |       |       |        | Ret   | 1     | 25†  | 12      | Ret   | Ret    | 27     | 13     | 10    | Ret   |        |        |        |       |       |        |         |        |        |       |       |       |       |        |        | 11°  | 34     |
| 2011 |                       |                     | GR    | SFE   | SFE    | SMM   | SJU   | RES  | AG      | TRH   | LPL    | TRE    | JUN    | PDF   | PAR   |        |        |        |       |       |        |         |        |        |       |       |       |       |        |        | -    | -      |
| 2011 | Equipo Petrobras      | Honda Civic VIII    |       |       |        |       |       |      |         |       | 3      |        |        |       |       |        |        |        |       |       |        |         |        |        |       |       |       |       |        |        | -    | -      |

#### Copa Endurance Series
| Año  | Equipo          | Auto       | 1   | 2  | 3   | Res. | Puntos |
| ---- | --------------- | ---------- | --- | -- | --- | ---- | ------ |
| 2009 |                 |            | TRH | BA | PDF | 2°   | 32     |
| 2009 | Fiat Pro Racing | Fiat Linea | 1   | 12 | Ret | 2°   | 32     |

### Victorias en el Turismo Carretera
| #  | Fecha                    | Circuito                              | Automóvil   |
| -- | ------------------------ | ------------------------------------- | ----------- |
| 1  | 22 de octubre de 1995    | Autódromo Parque Ciudad de Río Cuarto | Ford Falcon |
| 2  | 19 de mayo de 1996       | Autódromo Parque Ciudad de Río Cuarto | Ford Falcon |
| 3  | 11 de agosto de 1996     | Autódromo Ciudad de Nueve de Julio    | Ford Falcon |
| 4  | 11 de mayo de 1997       | Autódromo General San Martín          | Ford Falcon |
| 5  | 30 de noviembre de 1997  | Autódromo Roberto Mouras              | Ford Falcon |
| 6  | 22 de febrero de 1998    | Autódromo Luís Rubén Di Palma         | Ford Falcon |
| 7  | 7 de junio de 1998       | Autódromo Ciudad de Nueve de Julio    | Ford Falcon |
| 8  | 18 de abril de 1999      | Autódromo Roberto Mouras              | Ford Falcon |
| 9  | 10 de octubre de 1999    | Autódromo Juan Manuel Fangio          | Ford Falcon |
| 10 | 5 de marzo del 2000      | Autódromo Juan Manuel Fangio          | Ford Falcon |
| 11 | 9 de abril del 2000      | Autódromo Hermanos Emiliozzi          | Ford Falcon |
| 12 | 19 de noviembre del 2000 | Autódromo Juan Manuel Fangio          | Ford Falcon |
| 13 | 4 de febrero de 2001     | Autódromo Juan Manuel Fangio          | Ford Falcon |
| 14 | 7 de octubre de 2001     | Autódromo Roberto Mouras              | Ford Falcon |
| 15 | 23 de junio de 2002      | Autódromo Ciudad de Nueve de Julio    | Ford Falcon |
| 16 | 20 de abril de 2003      | Autódromo Rosendo Hernández           | Ford Falcon |
| 17 | 29 de junio de 2003      | Autódromo Martín Miguel de Güemes     | Ford Falcon |
| 18 | 14 de septiembre de 2003 | Autódromo Parque Ciudad de Río Cuarto | Ford Falcon |
| 19 | 29 de febrero de 2004    | Autódromo General San Martín          | Ford Falcon |
| 20 | 11 de julio de 2004      | Autódromo Oscar y Juan Gálvez         | Ford Falcon |
| 21 | 28 de agosto de 2005     | Autódromo Ciudad de Paraná            | Ford Falcon |
| 22 | 11 de diciembre de 2005  | Autódromo José Muñiz                  | Ford Falcon |
| 23 | 19 de febrero de 2006    | Autódromo General San Martín          | Ford Falcon |
| 24 | 5 de octubre de 2008     | Autódromo Hermanos Emiliozzi          | Ford Falcon |
| 25 | 22 de marzo de 2009      | Autódromo Oscar y Juan Gálvez         | Ford Falcon |
| 26 | 7 de marzo de 2010       | Autódromo Juan Manuel Fangio          | Ford Falcon |
| 27 | 30 de octubre de 2011    | Autódromo Roberto Mouras              | Ford Falcon |
| 28 | 25 de agosto de 2013     | Autódromo Hermanos Emiliozzi          | Ford Falcon |
| 29 | 2 de agosto de 2015      | Autódromo Ciudad de Paraná            | Ford Falcon |
| 30 | 6 de septiembre de 2015  | Autódromo Ciudad de Rafaela           | Ford Falcon |
| 31 | 1 de noviembre de 2015   | Autódromo Provincia de La Pampa       | Ford Falcon |
| 32 | 13 de diciembre de 2015  | Autódromo Roberto Mouras              | Ford Falcon |
| 33 | 27 de marzo de 2016      | Autódromo Provincia de La Pampa       | Ford Falcon |